# Уэст, Джемима
Джемайма Уэст (англ. Jemima West, род. 11 августа 1987, Париж, Франция) — британская актриса. Получила известность благодаря ролям в сериалах «Школа первых ракеток», «Бен и Томас», «Дом терпимости», «Борджиа», а также фильмах «Орудия смерти: Город костей» и «Лига мечты».

## Биография
Джемайма Уэст родилась 11 августа 1987 года в Париже, Франция, в семье англичан. Её отец — бухгалтер, а мать — бизнес-переводчик. Когда ей было пять лет, её родители переехали в Париж. Джемайма училась в университете Париж IV Сорбонна на специальности «история искусства», а также брала уроки актёрского мастерства после занятий. Джемима Уэст одинаково хорошо владеет английским и французским языками
Дебютировала в кино в 1999 году с эпизодической ролью в фильме «Жанна д’Арк». В 2006 году снялась в сериале «Школа первых ракеток». В 2013 году сыграла роль Изабелль Лайтвуд в экранизации книги «Орудия смерти: Город костей».

## Фильмография
| Год       |     | Русское название            | Оригинальное название                   | Роль                 |
| --------- | --- | --------------------------- | --------------------------------------- | -------------------- |
| 1999      | ф   | Жанна д’Арк                 | The Messenger: The Story of Joan of Arc | девочка              |
| 2004      | кор | Я — актриса                 | I'm an actrice                          | девушка              |
| 2006      | с   | Школа первых ракеток        | 15/Love                                 | Кэссиди Пейн         |
| 2007      | с   | R.I.S. Научная полиция      | R.I.S. Police scientifique              | Хлои Мюллер          |
| 2008      | с   | Великая звезда              | Grand Star                              | Сольвег              |
| 2008      | с   | Бен и Томас                 | Ben et Thomas                           | Лизелотт Карлссон    |
| 2009      | ф   | Королевское наследство      | King Guillaume                          | английская студентка |
| 2009      | с   |                             | Éternelle                               | Карла                |
| 2009      | с   | Жозефина: Ангел-хранитель   | Joséphine, ange gardien                 | Паулина              |
| 2009      | с   |                             | Camping paradis                         | Ширли                |
| 2010      | тф  | Завтра я выхожу замуж       | Demain je me marie                      | Эмили                |
| 2010—2013 | с   | Дом терпимости              | Maison close                            | Роза                 |
| 2011      | кор |                             | La morte amoureuse                      | Маргарита            |
| 2011      | ф   | ИХ как Иисус Христос        | JC comme Jésus Christ                   | Джемайма             |
| 2012      | с   | Борджиа                     | The Borgias                             | Виттория             |
| 2012      | тф  |                             | Paradis criminel                        | Луиза                |
| 2012      | ф   | Линии Веллингтона           | Linhas de Wellington                    | Морин                |
| 2012      | с   |                             | As Linhas de Torres Vedras              | Морин                |
| 2013      | ф   | Орудия смерти: Город костей | The Mortal Instruments: City of Bones   | Изабель Лайтвуд      |
| 2014      | кор |                             | Des éclats de verre                     | Сандра               |
| 2014      | ф   | Лига мечты                  | United Passions                         | Аннет Риме           |
| 2015—2016 | с   |                             | Indian Summers                          | Элис Уилан           |
| 2015      | ф   | Похищение Фредди Хайнекена  | Kidnapping Mr. Heineken                 | Соня Холлидер        |
| 2016      | с   | Молодой Морс                | Endeavour                               | Кей Белборо          |